# Alexander Knörr
Alexander Knörr (* 26. Mai 1947 in Rohr in Niederbayern) ist ein deutscher Jurist.

## Werdegang
Knörr, der nach seinem Abitur zunächst eine Banklehre absolvierte, schloss 1972 sein 1968 aufgenommenes Studium der Rechtswissenschaften erfolgreich ab. Seine Studienorte waren München und Lausanne. 1975 bestand er das Zweite Juristische Staatsexamen. Im selben Jahr wurde er promoviert. Seine Dissertation befasste sich mit dem staats- und völkerrechtlichen Status Berlins. Es folgten Tätigkeiten im Bayerischen Staatsministerium für Arbeit und Sozialordnung sowie in der Bayerischen Staatskanzlei. 1985 trat er eine Stelle als Richter am Sozialgericht München an. In dieser Funktion wirkte er bis 1989. Es folgte 1990 die Ernennung zum Richter am Landessozialgericht München. Von 1991 bis 1993 war er als wissenschaftlicher Mitarbeiter an das Bundesverfassungsgericht abgeordnet. Von Dezember 1999 bis Oktober 2002 war er berufsrichterliches Mitglied des Bayerischen Verfassungsgerichtshofs. Im Oktober 2001 wurde er zum Vorsitzenden Richter des LSG München in der Zweigstelle Schweinfurt bestellt. Nach der am 27. August 2002 erfolgten Ernennung zum Richter am Bundessozialgericht mit Wirkung zum 1. November 2002 war er zunächst im Vierten Senat tätig, dessen Aufgabenbereich sich seinerzeit auf die Rentenversicherung für Angestellte und Streitigkeiten nach dem Anspruchs- und Anwartschaftsüberführungsgesetz erstreckte. Von Juli 2007 an bis zu seinem Eintritt in den Ruhestand am 30. Juni 2012 war er sodann im Neunten/Zehnten Senat eingesetzt. Dort befasste er sich mit dem Sozialen Entschädigungsrecht, dem Schwerbehindertenrecht, der Alterssicherung der Landwirte, dem Bundeserziehungsgeld und dem Elterngeld.